# Masacre del Círculo Industrial
La masacre del Círculo Industrial es un acontecimiento ocurrido durante la guerra civil española en el Círculo Industrial de la población alicantina de Alcoy en febrero de 1937. 

## Historia

### Antecedentes
El 1 de abril de 1936 el Ayuntamiento de Alcoy confiscó todos los bienes eclesiásticos de la ciudad y todas las iglesias pasaron a ser edificios de gestión pública. 
Con el alzamiento militar de 1936 en España por parte del bando nacional dio comienzo la guerra civil española. En Alcoy fueron confiscados muchos edificios privados como el Teatro Calderón, Teatro Principal, Teatro Circo y el Círculo Industrial. Estos edificios se sumaban a los ya confiscados anteriormente, las iglesias. Durante el último trimestre de 1936 se derribaron la Iglesia de San Agustín, la Iglesia de Santa María y la Iglesia de San Mauro y San Francisco. La Iglesia de San Jorge se transformó en una escuela de arte y museo local gestionado por el artista alcoyano Peresejo con el fin de que no se derribase el edificio. El resto de iglesias fueron utilizadas como almacén. Estos edificios fueron confiscados por los Comités de Defensa de la CNT o Comité Revolucionario de Defensa con sede en la Casa Abadía de la Iglesia de Santa María. La sede de la Confederación Nacional del Trabajo fue trasladada al Círculo Industrial donde además se instaló una estación de radio junto a la Federación Anarquista Ibérica. La carbonera del Círculo Industrial situada en el sótano del edificio fue utilizada como checa al estilo ruso.

### La masacre
El 17 de febrero de 1937 un grupo de jóvenes anarquistas pertenecientes a Defensa Confederal detuvieron a 9 personas residentes en Alcoy, algunos en sus domicilios y otros siendo secuestrados en plena calle, de diferentes edades y profesiones. Entre los detenidos se encontraban Arturo Llorens Peña y Remigio Esteve Abad, dos sacerdotes locales, los empresarios Rodolfo Terol Aznar, Juan Santonja Llacer, Francisco Laporta Boronat y Francisco Doménech García, el abogado Luis Cantó Llopis, el médico Joaquín Catalá Payá y Francisco Ferrándiz Abad, funcionario municipal. De estos detenidos alguno no era la primera vez que era detenido. Los 9 detenidos fueron llevados a la Prisión del Partido en Alcoy permaneciendo allí incomunicados de sus familiares.
En la medianoche del 23 de febrero de 1937 fueron sacados a la fuerza de la prisión y llevados al Círculo Industrial, lugar que funcionaba como checa y que además era sede de la CNT. Los anarquistas solicitaron el permiso de la Federación Local de Sindicatos para perpetrar el crimen pero les fue denegado porque las personas detenidas eran conocidas en la población. El gobernador civil de Alicante reclamó que los detenidos fueran trasladados a Alicante para que estuvieran bajo su autoridad. Envió guardias de asalto para su traslado a dependencias municipales de Alicante. En la misma noche del 23 de febrero fueron asesinados por arma de fuego y sin juicio en la carbonera del Círculo Industrial. Los cuerpos fueron rematados con cuchillos, palos y mazos de acero para posteriormente ser metidos en sacos y ser sacados al jardín donde les esperaba un camión del Sindicato Textil que había accedido al lugar por la parte trasera que da a la calle Casa Blanca. Los cuerpos fueron transportados en mitad da la noche al Mas del Nuño, una masía a unos 7 km del lugar de la masacre dentro del término municipal. En el lugar destinado previamente fueron cavadas zanjas y posteriormente se enterraron entremezclándose con cal. A finales de febrero los familiares que iban diariamente a interesarse por sus familiares detenidos les fueron notificado que habían sido trasladados a otro lugar.
Finalizada la guerra civil española el 1 de abril de 1939 en España empezaron a recuperarse cuerpos que habían sido asesinados durante la guerra en ambos bandos y los familiares debían identificarlos. A principios de junio de 1939 una persona anónima se personó en casa de los familiares de Francisco Laporta Boronat. Se identificó como el conductor del camión que transportó los cadáveres al Mas de Nuño indicando el lugar exacto de la fosa donde fueron enterradas las 9 personas. A los pocos días el conductor se suicidó. El Juzgado Militar, la Guardia Civil y la policía se centró en la búsqueda de los cadáveres. Estos fueron localizados en un bancal cercano a Mas de Nuño donde se observaba tierra removida. El 22 de junio, se hizo el reconocimiento de los cuerpos. Los familiares tuvieron que reconocer los cuerpos mediante las ropas y objetos personales que llevaban el día que fueron detenidos, así como piezas dentales, pues todos tenían el rostro y partes del cuerpo descuartizados, mostrando así el trato violento que recibieron. Tras la exhumación los cuerpos fueron trasladados al Hospital civil de Oliver y a las 19:15 del 22 de junio se realizó el entierro. Durante el acto fúnebre por las calles de la ciudad el comercio, las fábricas y los talleres cerraron para sumarse al acto, reuniendo así alrededor de unas 10.000 personas que desfilaron junto a los féretros. Al finalizar el acto, los cuerpos fueron trasladados al Cementerio Municipal.
A día de hoy se desconoce la totalidad de los perpetradores de la masacre. Según la declaración de Antonio Cabanes García, otro conductor de los coches de la calavera, afirma que el jefe de policía Francisco Martínez Semper participó en la masacre y que el conductor que posteriormente se suicidó era apodado "Pajarito". También participó de la masacre Antonio Pastor Seguí quien huyó del país el 17 de marzo de 1939 por el puerto de Alicante con destino a Casablanca anticipándose al final de la guerra. Desde entonces nunca más se supo de su paradero. Durante la posguerra Miguel Pascual recopiló todas las víctimas durante la guerra civil española y catalogó esta masacre como la "Masacre del Círculo Industrial".

### Víctimas
| Nombre                    | Edad    | Ocupación   | Filiación o cargo           | Resumen biográfico |
| ------------------------- | ------- | ----------- | --------------------------- | --- |
| Luis Cantó Llopis         | 28 años | Abogado     | Tradicionalista             | Licenciado en derecho por la Universidad de Valencia. Ejercía de abogado. Era miembro de la Junta Tradicionalista Carlista, así como diversas asociaciones religiosas como los Luises o la Adoración Nocturna. |
| Joaquín Catalá Payá       | 42 años | Médico      | Derecha Regional Valenciana | Trabajaba como médico titular del Ayuntamiento de Alcoy e Inspector Municipal de Sanidad. Era miembro de la Sociedad de Cirugía de Valencia. Estuvo casado con Natividad Ramos Lázaro, natural de Segovia de la que tuvo dos hijas, Fuencisla y Julia. Sus hermanos Miguel y Antonio también se hicieron médicos. Miguel se quedó pasando consulta en Alcoy y Antonio en Planes. Fue miembro de la Conferencia de San Vicente de Paul, médico de la Hidroeléctrica Española, de la Mutualidad de Accidentes, médico de los Seguros del Banco Vitalicio y de la Plaza de Toros. Poco antes de estallar la guerra civil recibió un homenaje cívico por su labor profesional. Al inicio de la guerra civil fue apartado de sus funciones profesionales en el hospital de Oliver y la Hidroeléctrica Española por sus ideologías políticas. Estuvo detenido una primera vez durante 8 días. Su último paciente fue Antonio Santonja Vilanova. Su mujer llegó a conseguir una orden para su puesta en libertad cuando aún estaba vivo. |
| Francisco Doménech García | 50 años | Empresario  | Derecha Regional Valenciana | Gerente de la empresa textil "Hijos de Salvador Doménech S.A." que pertenecía a su familia. También fue presidente de la Real Fábrica de Paños desde 1930 hasta 1936. Antes de ser asesinado fue encarcelado, juzgado y puesto en libertad por falta de pruebas. Fue vocal de la junta directiva de la Asociación de San Jorge durante 1930-1935. Estuvo casado con Francisca Barrachina Serra y tuvo 3 hijos, Francisco, Miguel y Salvador. Antes de su detención fue avisado por los trabajadores de su empresa con quienes tenía buena relación, algunos afiliados a la UGT o militantes socialistas. El hecho de que sus trabajadores fueran conscientes de su detención apunta a que estas detenciones no fueron al azar, sino que fueron elegidos específicamente uno a uno. |
| Remigio Esteve Abad       | 30 años | Sacerdote   | Religioso                   | Fue capellán de la parroquia de San Mauro y San Francisco. |
| Francisco Ferrándiz Abad  | 52 años | Funcionario | Derecha Regional Valenciana | Funcionario público que trabajaba como conserje del Matadero municipal de Alcoy |
| Francisco Laporta Boronat | 50 años | Empresario  | Tradicionalista             | Fundador de la empresa familiar Papeleras Reunidas S.A. conocida por el papel de fumar. En relación con las fiestas de Moros y Cristianos de Alcoy fue fundador de la filá Guzmanes de la que hizo el cargo de Alférez y Capitán en 1910 y 1911. Fundó también la filá Montañeses del que fue primer tró en 1922 y fue miembro de la Asociación de San Jorge. Fundó en 1911 la sociedad "Arte y Sport", la primera sociedad alcoyana dedicada al deporte. Fue propulsor del fútbol adquiriendo unos terrenos para la dedicación de este deporte, lugar donde se construyó el Estadio El Collao. Fue elegido como concejal del Ayuntamiento en las elecciones municipales de 1931, acta que declinó tras la proclamación de la Segunda República Española. Estuvo casado con Consuelo Albors Ferrándiz de quien tuvo 5 hijos, Paquita, Consuelito, Conchita, Rosita y Jorge Juan. |
| Arturo Llorens Peña       | 37 años | Sacerdote   | Religioso                   | Fue ordenado sacerdote el 6 de junio de 1926 siendo su primera misa en la Parroquia de Santa María de Alcoy. Durante dos años fue párroco de Agres y después capellán director de la Casa de la Beneficencia de Alcoy, lugar donde residió la mayor parte de su vida. |
| Juan Santonja Llacer      | 39 años | Empresario  | Derecha Regional Valenciana | Trabajaba como administrativo en la empresa de su padre Juan Santonja Pascual. Estuvo detenido anteriormente en la prisión del Colegio de las Esclavas siendo puesto en libertad el 17 de enero de 1937. Un mes después sería detenido de nuevo. |
| Rodolfo Terol Aznar       | 24 años | Empresario  | Falange Española            | Trabajaba como encargado del departamento comercial de la empresa textil familiar "Terol Hermanos". Estuvo anteriormente encarcelado en la cárcel del Colegio de las Esclavas. |

## Reconocimientos
A pesar de que las 9 víctimas fueron enterradas en el Cementerio Municipal de Alcoy con sus respectivos familiares, en el lugar donde permanecieron durante 2 años fue erguida una cruz de sillería en la que se se recuerda con nombre y apellidos a las 9 víctimas.
El polideportivo municipal lleva el nombre de Francisco Laporta Boronat por su dedicación y promoción al deporte a la población alcoyana. Entró en funcionamiento el 12 de julio de 1972.